# ان‌جی‌سی ۶۸۸۴
ان‌جی‌سی ۶۸۸۴ ((نام علمی: NGC 6884)) یک سحابی سیاره ای است که در صورت فلکی سیگنوس واقع شده‌است. ان‌جی‌سی ۶۸۸۴ کمتر از یک درجه در جنوب غربی ستاره Ο¹ Cygni. در فاصله تقریبی ۱۲٫۵ کیلو از خورشید قرار دارد. این سحابی در ۸ مه ۱۸۸۳ توسط ستاره‌شناس آمریکایی ادوارد سی. پیکرینگ کشف شد. این سحابی از فضای بیرونی ریخته شده یک ستاره پیری تشکیل شده‌است.